# 廉政行動2004
《廉政行動2004》（英語：ICAC Investigators 2004）是香港電視廣播有限公司與香港廉政公署合作攝製的時裝單元劇，全劇共5集。
本劇於2004年4月18日至5月16日逢星期日晚上在翡翠台播出，現於廉政公署網站內之廉政頻道 （页面存档备份，存于）提供足本重溫。

## 演員表

### 廉政公署人員
| 演員   | 角色   | 關係／暱稱                                                          |
| 伍詠薇 | Anna   | 廉政公署首席調查主任（單元一）                                      |
| 黃秋生 | 黃智遠 | Antonio 廉政公署總調查主任（單元一） 廉政公署首席調查主任（單元四） |
| 石 修  | 唐裕南 | 唐Sir 廉政公署首席調查主任（單元二、三、五）                        |
| 邵美琪 | Rachel | 廉政公署總調查主任（單元四）                                        |
| 魏駿傑 | 陳國強 | Ron 廉政公署高級調查主任（單元二、四）                              |
| 張智霖 | 王啟聰 | 廉政公署高級調查主任（單元三）                                      |
| 方中信 | 鄧俊賢 | Michael 廉政公署高級調查主任（單元四）                              |
| 蒙嘉慧 | Grace  | 廉政公署高級調查主任（單元五）                                      |
| 劉愷威 | 張立山 | 廉政公署調查主任（單元一）                                          |
| 陳 琪  | Suki   | 廉政公署助理調查員（單元一）                                        |
| 唐文龍 | 方家良 | Paul 廉政公署調查主任（單元三、四）                                 |
| 利嘉兒 | Judy   | 廉政公署調查主任（單元三）                                          |
| 陳鍵鋒 | Ming   | 阿Ming 廉政公署調查主任（單元三）                                   |
| 黎諾懿 | 郭志希 | Arthur 廉政公署調查主任（單元五）                                   |

### 單元一：《終極鬥智》（假護照買賣案）
一名俄羅斯籍男子被警方懷疑使用假護照，而入境處相信該名男子得到護照的過程極有可能涉及貪污。經過廉署人員調查後，發現案件牽涉入境處和海關人員收受利益，故此勸諭該名俄羅斯籍男子轉為污點證人從而展開深入的調查，並請來一名外國特工參與調查工作。雖然涉案人士極度狡猾，但經過多番鬥智鬥力後，廉署人員終於成功將一個非法買賣護照的犯罪組織連根拔起。

（本單元改編自前海關高級督察儲克難、前入境處高級事務主任關治平及林育輝犯罪集團買賣假護照案，行動代號為「鵲橋仙」）

導演：林超賢
| 演員   | 角色            | 關係／暱稱                                                                               |
| 吳嘉龍 | Moriz           | 俄羅斯籍男子 因使用假護照被警方拘捕 經黃智遠說服後成為控方污點證人，以引出及指證涉案人士 |
| 連 凱  | 關瑞堯          | 入境事務處人員 假護照買賣案罪犯 於第1集被捕                                              |
| 麥長青 | 余景新          | 海關人員 假護照買賣案罪犯 於第1集被捕                                                    |
| 張松枝 | 萬家文          | 入境事務處人員 假護照買賣案罪犯 於第1集被捕                                              |
| 單立文 | 霍華標          | 商人 假護照買賣案罪犯 於第1集被捕                                                        |
|        | Conte Zimmerman | 外國移民官 假護照買賣案罪犯 於第1集被捕                                                  |
| 龍比意 | Carl            | 美國海關特工 曾派駐俄羅斯工作                                                            |
| 李純恩 | 陳健恆          | 入境事務處主管                                                                           |

### 單元二：《不一樣的賭注》（解款車跨境走私案）
一個有組織的走私集團賄賂一名嗜賭並欠下鉅額賭債的解款車保安員以參與走私活動，該名保安員不勝利誘下收受賄款，並與兩名同僚串謀，暗中利用解款車走私手提電話至內地。廉署人員着手調查，並搜集足夠的犯罪證據，最終成功將全部涉案人士逮捕歸案。

（本單元改編自2000年8月怡和保安（現為布林克香港）跨境解款車走私手提電話案，行動代號為「翠綠」）

導演：章國明
| 演員   | 角色   | 關係／暱稱                                                                                     |
| 黎耀祥 | 何 發  | 安運護衛押運部保安員 走私案罪犯 於第2集在文錦渡口岸被捕 最終於廟街街頭因突發疾病猝死而未被起訴 |
| 劉家輝 | 王 天  | 安運護衛押運部保安員 走私案罪犯 於第2集在文錦渡口岸被捕                                        |
| 林敬剛 | 陸大唐 | 安運護衛押運部保安員 走私案罪犯 於第2集在文錦渡口岸被捕                                        |
| 李海生 | 劉 堅  | 黑社會老大 走私集團主謀 於第2集被捕                                                            |
| 元 寶  | 李 飛  | 飛哥 黑社會成員 走私集團骨幹 於第2集被捕                                                       |
| 鄺佐輝 | 張Sir  | 安運護衛押運部主管                                                                             |
| 江 漢  | 馬 生  | 安運護衛總經理                                                                                 |
| 鄧英敏 |        | 廟街相士                                                                                       |
| 梁建平 |        | 關員                                                                                           |
| 陳榮峻 | 阿 進  | 安運護衛押運部保安員                                                                           |
| 曾健明 | 老 表  | 何發親戚                                                                                       |

### 單元三：《以權謀私》（公職人員行為失當案）
政府產業署物業總監自恃位高權重，利用職權將合約判予親信及其所屬公司，假公濟私。廉署人員接報後立即着手調查，並與涉案人士鬥智鬥力，最終成功將涉案高官送入監獄，以彰顯社會公義。

（本單元改編自政府產業署前產業總監岑國社以權謀私案）

導演：梁栢堅
| 演員   | 角色   | 關係／暱稱 |
| 駱應鈞 | 歐耀揚 | 政府產業署物業總監 何明美之男友 譚全之好友 於第3集被捕 因違反《普通法》而被判入獄9個月；及後提出上訴但被上訴庭駁回，並被增加刑期至30個月 影射岑國社 |
| 李國麟 | 譚 全  | 利森物業管理公司董事 歐耀揚之好友 何明美之親戚 |
| 黃卓玲 | 何明美 | 智達僱員培訓公司總裁 歐耀揚之女友 譚全之親戚 |
| 李岡龍 | 劉業強 | 政府產業署行政經理 |
| 李家聲 | 張炳光 | 政府產業署物業保養監督 歐耀揚之前下屬 |
| 譚錦萌 | Clara  | 政府產業署前助理物業總監 歐耀揚之前下屬 已移居多倫多                                                                                                |
| 莫家堯 | 戚家明 | 政府產業署職員 歐耀揚之前下屬 Eva之丈夫 |
| 姚嘉妮 | Eva    | 政府產業署前職員 歐耀揚之前下屬 戚家明之妻 已轉至其他政府部門工作                                                                                   |
| 劉綽琪 | 曾小姐 | 喀爾特物業管理有限公司行政總裁 |
| 高俊文 | Hudson | 高級政府律師 |
| 楊瑞麟 | 張律師 | 歐耀揚之辯護律師 |
| 劉 丹  |        | 上訴庭法官 |

### 單元四：《獵戶天龍》（稅務署集體貪污案）
廉署收到一封關於稅局職員涉嫌協助瞞稅的匿名投訴信，同時接獲稅務署懷疑有內部職員貪污之舉報。調查人員需同時展開兩宗有關稅務貪污的調查，既要與時間競賽，又要互相配合以免打草驚蛇；最後憑著冷靜分析，並充分發揮團隊精神，「獵戶」、「天龍」兩個行動小組成功於同日出擊將涉案人士一網打盡。

（本單元改編自2000年9月廉署之「飛翔」及「天馬」聯合行動）

導演：邱禮濤
| 演員   | 角色        | 關係／暱稱 |
| 蘇志威 | 劉偉信      | 稅務署助理稅務主任（其後辭職） 遠景稅務顧問公司兼職稅務顧問，其後於辭去公職後轉為全職 蔡玉蓮之夫 Linda Ho之情夫 超高貿易逃稅案罪犯 於第4集被捕 |
| 蔣志光 | 周秉中      | 稅務署助理稅務主任 報稅表偽造案罪犯 於第4集被捕                                                                                                |
| 蔡國慶 | 陳永發      | 超高貿易公司老闆 逃稅案罪犯 於第4集被捕 |
| 鄧汝超 | Johnson Law | 宜至會計師行合夥人 逃稅案罪犯 於第4集被捕 |
| 譚小環 | 思 雅       | 鄧俊賢之妻 |
| 林佩君 | 蔡玉蓮      | 劉偉信之妻 |
| 黃梓瑋 |             | 周秉中之妻 |
| 康 華  | Linda Ho    | 遠景稅務顧問公司職員 劉偉信之秘書及情婦 於第4集被捕                                                                                            |
| 高俊文 | Philip Hung | 稅務署助理稅務主任 劉偉信之好友、前同事及共犯 於第4集被捕                                                                                      |
| 張漢斌 | 張律師      | 劉偉信之辯護律師 |

### 單元五：《短樁》（建築工程短樁案）
為了趕及在合約期內完工以避免鉅額罰款，建築公司工程人員與樓宇承建商勾結並偷工減料，又用「神仙尺」偽造樁柱長度，瞞天過海，結果導致地盤內九成樁柱出現問題；工程監督發現後向任職的顧問公司報告，相關負責人因而逃亡到澳洲以避開追緝。廉署接獲舉報後決定全力追查，最終將一眾涉案人士繩之於法。事件中一名承建商工程師因為遭人誤導，墮入貪污陷阱及隱瞞有問題的樁柱，結果付出相當沉重的代價。

（本單元改編自機鐵香港站國際金融中心商場地盤短樁案）

導演：章國明
| 演員   | 角色   | 關係／暱稱 |
| 關禮傑 | 王定忠 | 定本建築公司老闆 洪國強之好友 短樁案主謀 於第5集企圖經機場乘坐飛機逃亡到美國時被捕 影射許偉忠                             |
| 蕭正楠 | 洪國強 | 設禧工程公司項目工程師（其後辭職） 王定忠之好友 Mary之前男友 短樁案共犯 於第5集被捕                                       |
| 郭 峰  | 胡楚根 | 設禧工程公司工程部總經理 定本建築公司股東 短樁案主謀 事敗後逃亡到澳洲 於第5集被澳洲警方拘捕，並被香港廉署人員引渡回港受審 |
| 羅 莽  | 黎家富 | 定本建築公司工程部總管 短樁案共犯 於第5集被捕                                                                             |
| 陳狄克 | 喪魚成 | 定本建築公司工頭 黎家富之助手 短樁案共犯 於第5集被捕                                                                      |
| 鍾志光 | 何Sir  | 屋宇署高級樓宇工程師 |
| 王維德 | 劉得智 | 諾書亞顧問公司前工程監督 因在工地內與地盤工人發生衝突而辭職                                                               |
| 李浩林 | 張逸民 | 諾書亞顧問公司前工程監督 短樁案知情人士 因收到黎家富轉帳之賄款而向公司請辭，其後被廉署邀請調查並向廉署人員披露事件內幕    |
| 唐 寧  | Mary   | 洪國強之前女友 於知悉洪國強涉及短樁案後提出分手                                                                           |
| 何啟南 | 李 仔  | |
| 葉凱茵 |        | 張逸民之妻 |
| 李鴻杰 | 馬經理 | 諾書亞顧問公司總經理 |

## 外部連結
- 廉政頻道（香港廉政公署） （页面存档备份，存于）